# Тодор Иванов (Видраре)
Вижте пояснителната страница за други личности с името Тодор Иванов.
Тодор (Тошо) Иванов е български революционер, деец на Вътрешната македоно-одринска революционна организация.

## Биография
Тодор Иванов е роден в село Видраре, Софийско. Завършва Железарското училище в град Самоков. Там се включва активно в Ученическия революционен кръжок „Трайко Китанчев“.
През 1900 година Гоце Делчев изпраща в Македония няколко войводи на чети. Сред тях е и Тодор Иванов, като войвода на чета в Малешевско. На 20 юли същата година четата му е открита от турците при село Робово и започва сражение. Турците не успяват да превземат къщата, където се намира Тодор Иванов и я запалват. Макар че свършва патроните, той не се предава и загива в пламъците на къщата.